# Masahiro Fukuda
Masahiro Fukuda (japonsko 福田 正博), japonski nogometaš, * 27. december 1966.
Za japonsko reprezentanco je odigral 45 uradnih tekem.